# Dessau-Rosslau

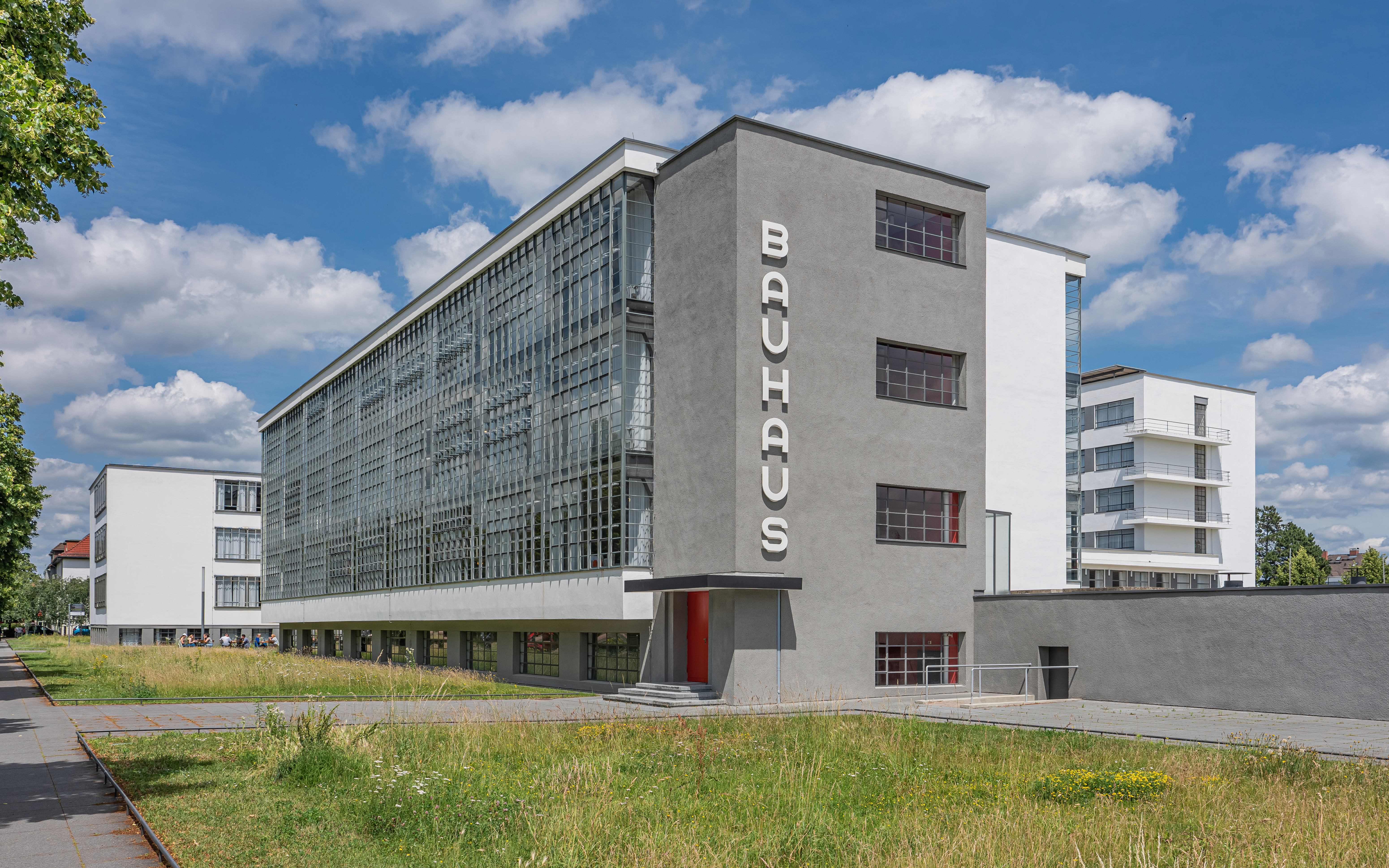
Bauhaus i Dessau

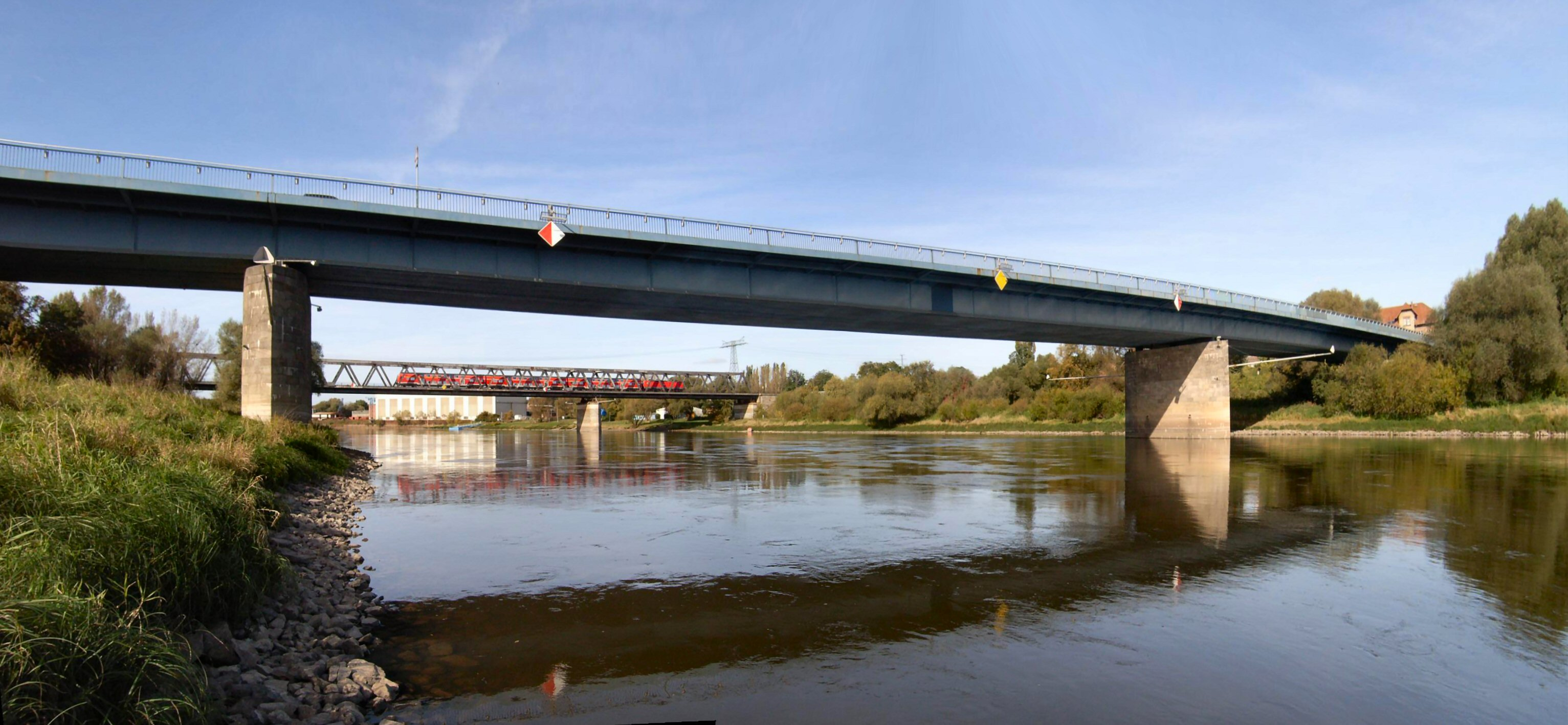
Vägbro och järnvägsbro över floden Elbe.

Dessau-Rosslau (även Dessau-Roßlau) är en stad i östra Tyskland. Staden är administrativt en kretsfri stad och är den tredje största staden i det tyska förbundslandet Sachsen-Anhalt. Dessau-Rosslau bildades 2007, då den större staden Dessau slogs ihop med den mindre staden Rosslau.

## Geografi
Staden ligger omkring 60 kilometer norr om Leipzig vid floden Muldes utlopp i Elbe. Stadsdelen Dessau ligger söder om Elbe och stadsdelen Rosslau norr om Elbe.

### Administrativ indelning
Dessau-Rosslau är en kretsfri stad, det vill säga inte del av någon Landkreis, utan stadskommunen sköter även de uppgifter som normalt tillkommer sekundärkommunen.
Dessau-Rosslau indelas för administrativa syften och statistik i 2 stadsdelar och 25 stadsdistrikt. Distrikten 1 till 21 tillhör stadsdelen Dessau, 22 till 25 tillhör stadsdelen Rosslau.
| - 01 Innerstädtischer Bereich Nord - 02 Innerstädtischer Bereich Mitte - 03 Innerstädtischer Bereich Süd - 04 Süd - 05 Haideburg - 06 Törten - 07 Mildensee | - 08 Waldersee - 09 Ziebigk - 10 Siedlung - 11 Grosskühnau - 12 Kleinkühnau - 13 West - 14 Alten - 15 Kochstedt - 16 Mosigkau - 17 Zoberberg | - 18 Kleutsch - 19 Sollnitz - 20 Brambach - 21 Rodleben med Ortsteil Tornau - 22 Rosslau - 23 Meinsdorf (Rosslau) - 24 Mühlstedt (Rosslau) - 25 Streetz/Natho (Rosslau) |

## Historia
Städerna Dessau och Rosslau var fram till 2007 separata städer, med undantag för perioden 1935–1946 då de administrativt slogs samman under Nazityskland.

### Dessaus historia
Staden Dessau växte fram som en handelsplats vid floden Muldes utlopp i Elbe från slutet av 1100-talet.  Det första skriftliga omnämnandet av Dessau är från 1213. Staden utvecklades till en lantlig småstad, där borgarna delvis försörjde sig på jordbruk. Furstarna av huset Askanien anlade här en borg.
Mellan 1470 och 1918 var Dessau residensstad och huvudstad i furstendömet Anhalt-Dessau och hertigdömet Anhalt (1863–1918).
Vid Dessau stod under trettioåriga kriget slaget vid Dessau bro den 25 april 1626. Albrecht von Wallensteins katolska kejserliga armé besegrade den protestantiska danska armén under Ernst von Mansfeld.
Staden blev under 1920-talet känd genom den konst- och designskola – Bauhaus – som fanns i staden. Den flyttade dit från Weimar 1925. I skolan verkade bland annat arkitekterna och konstnärerna Walter Gropius, Ludwig Mies van der Rohe, Wassily Kandinsky och Paul Klee, och Bauhaus-skolan blev stilbildande inom den klassiska modernismen. 1932 tvingades skolan flytta till Lankwitz i Berlin och upplöstes av nazisterna 1933.
I Dessau låg flygplansfabriken Junkers-Werke, vilket innebar att staden under andra världskriget utsattes för svåra bombangrepp. Förutom fabriksanläggningarna blev också omkring 80% av innerstaden förstört.

### Rosslaus historia
Rosslau tros ha grundats omkring år 1200 av holländska bosättare, vilket antyds av den äldsta bevarade formen av namnet, som första gången skrevs Rozelowe 1215. Orten fick den första bron över Elbe 1583 och erhöll stadsrättigheter i början av 1600-talet. 
Staden anslöts till järnvägen Berlin–Köthen 1841 och industrialiserades därefter.
1933–1934 låg ett koncentrationsläger, KZ Rosslau, i staden. När lägret stängdes 1934 överfördes fångarna till KZ Lichtenburg. Mellan 1935 och 1946 var staden inkorporerad i staden Dessau. 
Under Östtyskland var staden självständig kreisstad i Kreis Rosslau i Bezirk Halle, mellan 1952 och 1994. Sedan 2007 är Rosslau sammanslagen med Dessau.

## Politik
Dessau-Rosslau är en Kreisfreie Stadt, det vill säga sköter förutom de kommunala uppgifterna även de som tillkommer en Landkreis.
På grund av kommunsammanslagningen 2007 och det därpå följande extrainsatta valet förlängdes mandatperioden för Dessau-Rosslaus första gemensamma stadsfullmäktige till 7 år, med nästa val planerat för 2014. Stadsfullmäktige har 50 ledamöter och väljs normalt på 5 år. Direktvald överborgmästare är sedan 2007 Klemens Koschig (partilös).

## Kultur och sevärdheter
Omkring floden Elbe ligger Trädgårdsområdet Dessau-Wörlitz, ett stort trädgårdsområde i engelsk parkstil med flera slottsanläggningar.  Trädgårdslandskapet är sedan år 2000 ett av Tysklands Unesco-världsarv.

## Kända personer
- Fredrik I av Anhalt (1831–1904), hertig av Anhalt 1871–1904.
- Fredrik II av Anhalt (1856–1918), hertig av Anhalt 1904–1918.
- Walter Gropius (1883–1969), arkitekt och grundare av Bauhaus-skolan.
- Georg Irmer (1853–1931), historiker och statstjänsteman.
- Joachim Ernst av Anhalt (1901–1947), siste hertig av Anhalt 1918.
- Hugo Junkers (1859–1935), flygingenjör och företagsledare, grundare av Junkers Flugzeug- und Motorenwerke AG.
- Thomas Kretschmann (född 1962), skådespelare.
- Maria Anna av Anhalt-Dessau (1837–1906), prinsessa av Preussen, gift med prins Friedrich Karl av Preussen.
- Moses Mendelssohn (1729–1786), filosof, grundare av den judiska upplysningsrörelsen Haskalah.
- Friedrich Max Müller (1823–1900), språkforskare. Son till:
- Wilhelm Müller (1794–1827), författare.
- Hans von Raumer (1870–1965), nationalliberal politiker och minister för Deutsche Volkspartei under Weimarrepubliken.
- Emil Schult, född 1946, konstnär, musiker och medlem av Kraftwerk.
- Samuel Heinrich Schwabe (1789–1875), astronom och botaniker.
- Maximilian von Weichs (1881–1954), friherre och fältmarskalk i Wehrmacht.
- Kurt Weill (1900–1950), kompositör, känd för bland annat Tolvskillingsoperan.